# Henry Peach Robinson
Henry Peach Robinson (Ludlow, Shropshire, 9 juli 1830– Royal Tunbridge Wells, Kent, 21 februari 1901) was een Engels fotograaf. Hij wordt beschouwd als een belangrijke grondlegger van het picturalisme.

## Leven
Robinson was de zoon van een onderwijzer en de oudste van vier kinderen. Hij werkte aanvankelijk bij boekdrukkers en boekverkopers, en nam daarnaast teken- en schilderlessen. Vanaf 1852 ging hij ook fotograferen en in 1855 opende hij zijn eigen fotostudio in Leamington Spa. In eerste instantie specialiseerde hij zich in portretten. In 1864 moest hij zijn studio echter opgeven vanwege gezondheidsklachten, waarschijnlijk veroorzaakt door het werken met de schadelijke fotochemicaliën. Hij veranderde van procedé en legde zich vanaf dat moment volledig toe op de kunstzinnige fotografie. In 1868 publiceerde hij zijn essay Pictorial Effect in Photography, Being Hints on Composition and Chiaroscuro for Photographers, dat later werd gezien als het startpunt van het picturalisme. Nadat zijn gezondheid verbeterde opende hij in 1868 een nieuwe studio in Tunbridge Wells en werd in 1870 voorzitter van de Royal Photographic Society, waar hij de fotografie als kunstvorm bleef propageren. In 1891 richtte hij de befaamde picturalistische fotografievereniging Linked Ring op. In 1896 werd hij president van de Photographic Convention of the United Kingdom.
Robinson publiceerde veel theoretische werken over de fotografiekunst en had grote invloed op latere Amerikaanse fotografen zoals Alfred Stieglitz, Alvin Langdon Coburn, Gertrude Käsebier en Clarence Hudson White. Hij overleed in 1901 in Tunbridge Wells.

## Werk
In zijn tijd stond Robinson bekend als een vernieuwende kracht in de fotografie, waar hedendaagse critici hem nog wel een conventioneel willen noemen. Hij werd in zijn werk beïnvloed door de schilderkunst van de Prerafaëlieten en later vooral ook door John Ruskin en William Turner. Steeds probeerde hij iets tijdloos en symbolisch in zijn foto’s te leggen. Het meest bekend is wel zijn quasi morbide foto "Fading Away" (1858).
Robinson wordt in de historie van de fotografie vooral herinnerd als een der eersten die werkte met combinatiedrukken, waarbij hij meerdere negatieven over elkaar legde. Hij wordt daarmee wel gezien als een voorloper van de fotomontage.

## Galerij

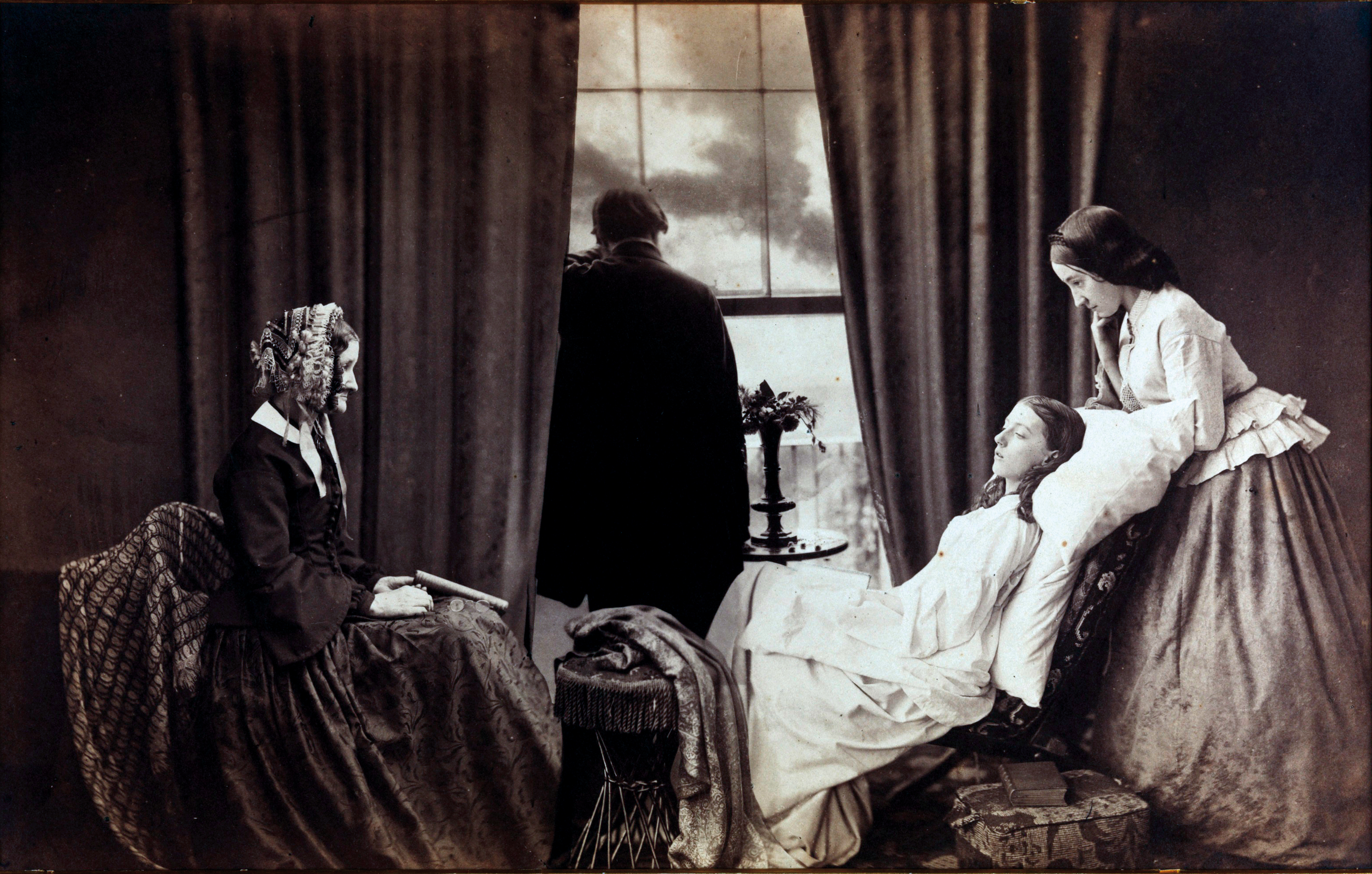
Fading away, 1858
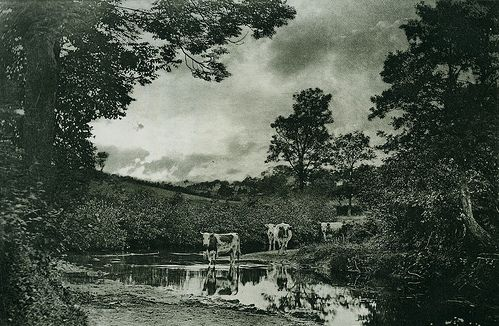
Summer evening, 1880
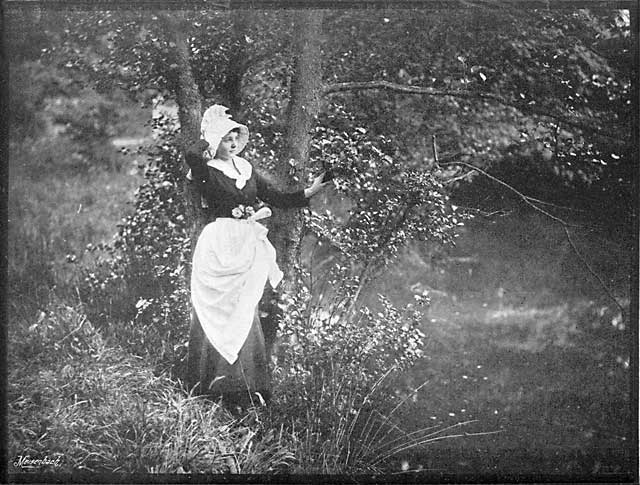
Maiden Meditation Fancy Free, 1895
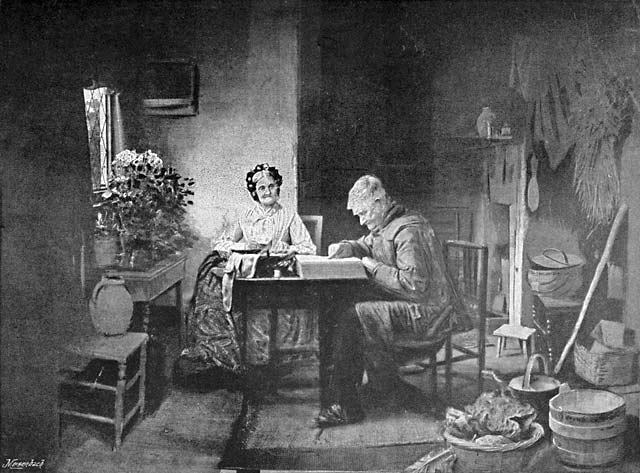
When the Days Work is done, 1877
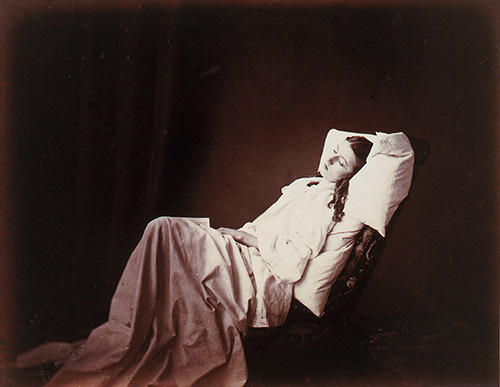
She never told her love, 1857
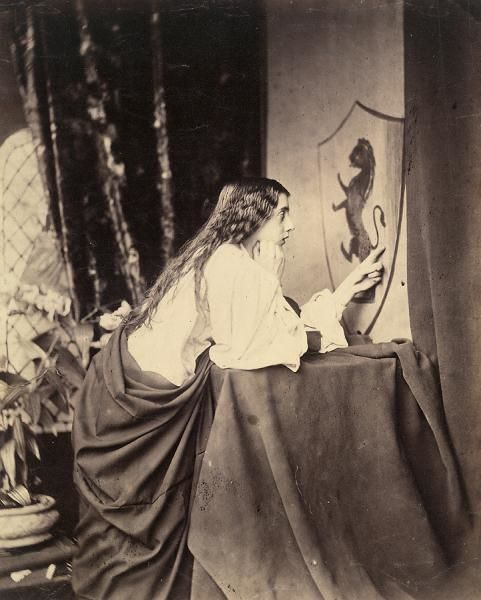
Elaine, Lady of Shalott, watching the shield of Lacelot, 1859
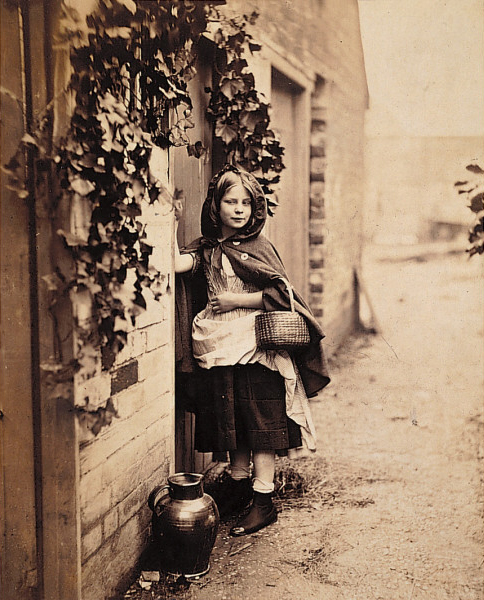
Little Red Ridinghood, 1858
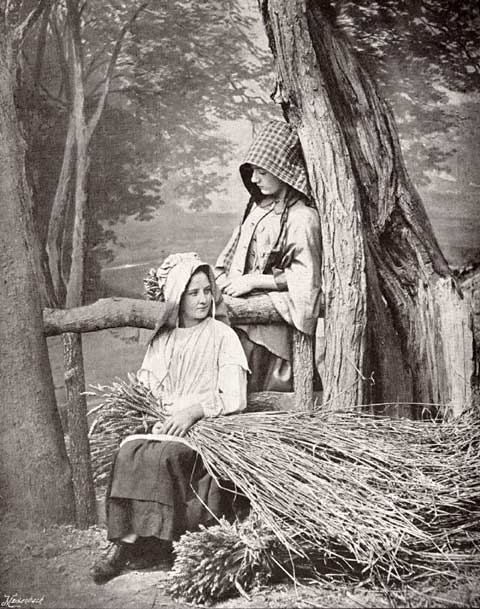
Somebody’s coming, c. 1860
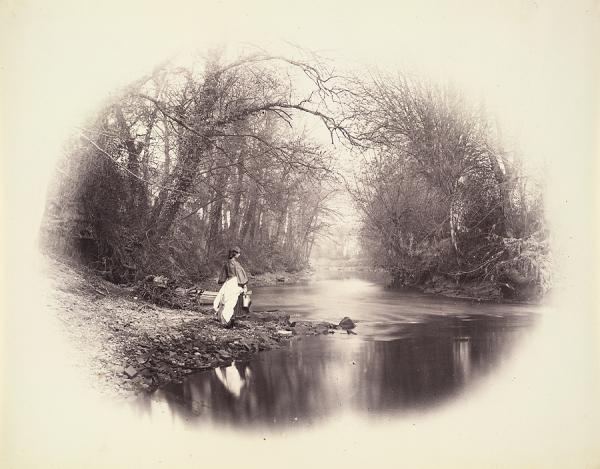
Early spring, 1860
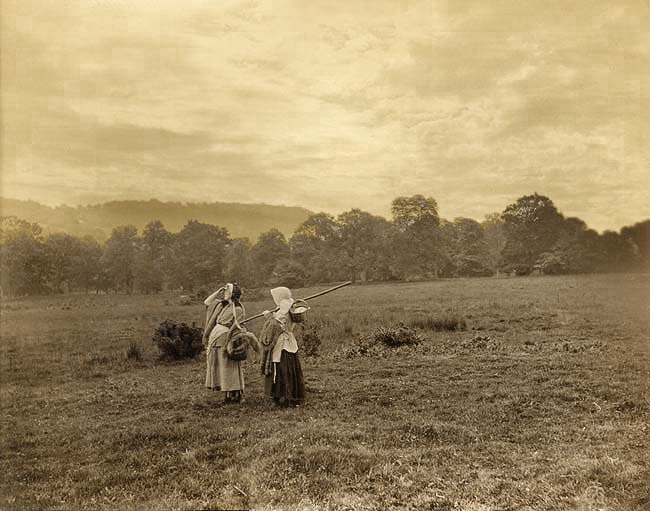
Women in a field, c. 1880

## Publicaties
Robinson was author of a number of texts in which he promoted the photography as an art form, his books being widely used photographic reference material in the late 19th-century.
- Robinson, H.P. Pictorial Effect In Photography: Being Hints On Composition And Chiaroscuro For Photographers. London: Piper & Carter, 1869.
- Robinson, H.P. and Capt. R.E. Abney. The Art And Practice Of Silver Printing. NY: E. & H.T. Anthony & Co., 1881.
- Robinson, H.P. Picture-Making By Photography. London: Hazell, Watson, & Viney, 1889.
- Robinson, H.P. Art photography in short chapters London: Hazell Watson & Viney. 1890
- Robinson, H.P. Photography as a business. Bradford [Eng.] Percy Lund. 1890
- Robinson, H.P. The Studio And What To Do In It. London: Piper & Carter, 1891.
- Robinson, H.P. The elements of a pictorial photograph. Bradford : Percy Lund & Co. 1896.
- Robinson, H.P. Catalogue of pictorial photographs. Ralph W. Robinson. Redhill, Surrey. 1901

## Noot
1. ↑  Zie: Robert Leggat: "A History of Photography from its beginnings till the 1920s"

- Bibsys: 90141592
- Biblioteca Nacional de España: XX1108316
- Bibliothèque nationale de France: cb136106830 (data)
- CiNii: DA03160535
- Gemeinsame Normdatei: 126788863
- International Standard Name Identifier: 0000 0000 8362 4417
- Library of Congress Control Number: n50049097
- National Gallery of Victoria: 2376
- Nationale Bibliotheek van Tsjechië: xx0194919
- Nationale Bibliotheek van Israël: 987007276523005171
- Nederlandse Thesaurus van Auteursnamen: 073184853
- PIC: 4886
- RKD-Nederlands Instituut voor Kunstgeschiedenis: 254908
- LIBRIS: 284643
- SNAC: w66x0fgn
- Système universitaire de documentation: 203564693
- Union List of Artist Names: 500000062
- Virtual International Authority File: 19853677
- WorldCat: E39PBJrm4jRQBjDc33J9pGgMyd